# Susan Weiner
Susan Weiner (Albany, 1946 – Gainesville, 11 agosto 2012) è stata una politica statunitense, 62° sindaco della città di Savannah, prima donna a ricoprire questa carica.
Venne eletta nel 1991, dopo aver ottenuto la candidatura repubblicana senza opposizione e sconfiggendo con il 54% dei consensi il democratico John Rousakis, che veniva da cinque mandati consecutivi ..  Vinse grazie ad un programma basato sul rispetto dell'ordine pubblico e sul contrasto alla criminalità locale. Propugnava anche una "privatizzazione di alcuni servizi cittadini, come sanità, raccolta della spazzatura, manutenzione stradale e delle strutture ricreative."  In consiglio comunale poteva contare però solamente su 2 consiglieri repubblicani contro 6 democratici, perciò durante il mandato la Wiener accantonò numerose delle proprie proposte.
Nelle elezioni comunali del 1995 venne sconfitta di stretta misura dal consigliere democratico afroamericano Floyd Adams Jr..